# El rostre de Fu Manxú
El rostre de Fu Manxú (títol original en anglès: The Face of Fu Manchu) és una pel·lícula britànico- alemanya de Don Sharp, estrenada el 1965. Ha estat doblada al català.

## Argument
La pel·lícula comença amb l'execució pública del doctor Fu Manchu, que té el cap tallat. Més tard, una sèrie d'homicidis atroços tenen lloc a Londres, i Nayland Smith de Scotland Yard sospita ben de pressa que el Dr. Fu Manchu no ha mort, i que és ell qui es troba en un principi en relació amb aquestes morts horribles. Descobreix igualment l'existència d'un gas letal.

## Repartiment
- Christopher Lee: Dr. Fu Manchu/ Lee Tao
- Nigel Green: Sir Nayland Smith
- Joachim Fuchsberger: Karl Janssen
- Karin Dor: Maria Muller Janssen/ Maria Merten
- James Robertson Justice: Sir Charles Fortescue
- Howard Marion-Crawford: El Doctor Petrie
- Tsai Chin: Lin Tang
- Walter Rilla: el Professor Hans Muller/ el Professor Hans Merten
- Harry Brogan: el Professor Gaskell
- Poulet Tu: Lotus
- Edwin Richfield: el magistrat en cap
- Archie O'Sullivan: el Chambellan
- Joe Lynch: Robinson
- Peter Mosbacher: Gustav Hanumon
- Eric Young: el Grand Lama
- Jack O'Reilly: Policia

## Al voltant de la pel·lícula
- La pel·lícula és la primera d'una nova sèrie de Fu Manchu en el cinema, que tindrà en total 5 episodis amb Christopher Lee al paper del títol.
- L'escena de l'execució en la introducció de la pel·lícula va ser rodada al quarter dels condemnats a mort d'una presó irlandesa desafectada.